# Burgessochaeta
Burgessochaeta (лат.) — род вымерших кольчатых червей. Их ископаемые остатки были найдены в слоях среднего кембрия (около 505 миллионов лет назад) сланцев Бёрджес в Британской Колумбии (Канада).

## Описание
Эти черви были небольшого размера (длиной менее пяти сантиметров), у них было удлиненное тело, разделенное на ряд сегментов, которых у взрослого червя могло быть двадцать. Каждый из этих сегментов был оснащен парой параподий (аппендиков с локомотивными функциями) с каждой стороны. Параподии были разделены на верхнюю часть (notopodio) и нижнюю (neuropodio), каждая из которых имеет пучок удлиненных щетинок. В передней части насекомого присутствовала пара гибких и удлиненных щупальцев, а также эстрофлективный хоботок.

## Возможный образ жизни
Вероятно эти организмы жили, роя морское дно. Они перемещались по длинным туннелям с помощью щетинок; чтобы питаться, они использовали два растягивающихся щупальца, которыми они ловили мелкую добычу, присутствующую в этом районе. Другие анеллиды, присутствующие в cланцах Бёрджес: Canadia и Peronochaeta.